# 鎮海線
鎮海線（チネせん）は、大韓民国慶尚南道昌原市義昌区にある昌原駅と同市鎮海区にある統海駅を結ぶ、韓国鉄道公社（KORAIL）が運営する鉄道路線である。
現在、定期旅客列車の設定は無く、貨物列車のみ運行されている。

## 路線データ
- 路線距離：21.2km
- 駅数：7
- 電化区間：新昌原駅構内（交流25,000V, 60Hz）
- 複線区間：なし

## 概要
旅客列車は、2012年11月1日のダイヤ改正以降慶全線馬山駅と鎮海駅を結ぶムグンファ号のみ運行されていたが、2015年1月31日をもって定期旅客列車の運行が終了した。その後同年4月1日から10日まで「鎮海軍港祭」開催による臨時列車が運行されたのを最後に、旅客列車は運行されていない。
2012年の改正以前は、2006年11月1日よりダイヤ改正でセマウル号のみの運行に変更され、運行区間も京釜線大邱 - 慶全線昌原 - 鎮海間4往復となっていた（2008年初に増発、それまでは2往復）。2006年の改正以前は慶全線馬山 - 鎮海（ - 統海）間の通勤列車（旧トンイル号）が朝と昼終わりの2往復設定されていた。
沿線には車両メーカーの現代ロテム昌原工場や、大韓民国海軍の施設があり、特に末端の鎮海 - 統海間は、路線全体が軍事施設の中に組み込まれているため、民間人の立ち入りが制限されている。2006年10月31日までは旅客列車も統海駅まで乗り入れていたが、鎮海 - 統海間は軍関係者以外は乗車できなかった。一方、毎年4月上旬に海軍基地が一般公開される「鎮海軍港祭」の期間中は臨時列車が運行され、民間人も統海駅まで利用可能であった。
鎮海線を運行する旅客列車はすべて気動車となっていたが、かつては現代ロテム昌原工場で製造された電車の試運転・回送用として、昌原 - 新昌原間が電化されていた。現在は新昌原駅構内を除き、架線等の設備は撤去されている。

## 駅一覧
- 定期旅客列車の設定はない。
- 駅所在地は全線慶尚南道昌原市内。

| 駅名     | 駅名     | 駅名        | 駅間キロ (km) | 累計キロ (km) | 駅 等級      | 駅種別       | 接続路線                       | 所在地 |
| 日本語   | ハングル | 英語        | 駅間キロ (km) | 累計キロ (km) | 駅 等級      | 駅種別       | 接続路線                       | 所在地 |
| -------- | -------- | ----------- | ------------- | ------------- | ------------ | ------------ | ------------------------------ | ------ |
| 昌原駅   | 창원역   | Changwon    | 0.0           | 0.0           | 2級          | 普通駅       | 韓国鉄道公社：慶全本線・徳山線 | 義昌区 |
| 新昌原駅 | 신창원역 | Sinchangwon | 4.8           | 4.8           | 3級          | 普通駅       |                                | 義昌区 |
| 南昌原駅 | 남창원역 | Namchangwon | 4.4           | 9.2           | 無配置簡易駅 | 無配置簡易駅 |                                | 城山区 |
| 聖住寺駅 | 성주사역 | Seongjusa   | 3.6           | 12.8          | 無配置簡易駅 | 無配置簡易駅 |                                | 城山区 |
| 慶和駅   | 경화역   | Gyeonghwa   | 4.1           | 16.9          | 乙種代売所   | 乙種代売所   |                                | 鎮海区 |
| 鎮海駅   | 진해역   | Jinhae      | 2.6           | 19.5          | 3級          | 普通駅       |                                | 鎮海区 |
| 統海駅   | 통해역   | Tonghae     | 1.7           | 21.2          | 配置簡易駅   | 配置簡易駅   |                                | 鎮海区 |